# Джанлука Палиука
Джанлука Палиука (на италиански: Gianluca Pagliuca) е бивш италиански футболист, вратар. Той е вратарят с най-много мачове в Серия А – 592. Участник на три световни първенства – през 1990, 1994 и 1998 г. Носител на Купата на УЕФА с отбора на Интер.

## Кариера
Започва кариерата си в Сампдория през 1987 г. През сезон 1988/89 става титулярен страж на вратата на Самп. През 1990 г. печели КНК и е повикан в националния отбор на Италия за домакинското световно първенство като трети вратар. Година по-късно става и шампион на Италия. През 1992 г. играе на последния финал на Купа на Европейските шампиони, загубен от Барселона с 1-0. През 1994 г. е титулярен вратар за „скуадрата“ на световното първенство в САЩ. Джанлука става първият вратар, получил червен картон на Мондиал, след като е изгонен в мача с Норвегия. Италия достига финал на турнира, където губи от Бразилия след изпълнение на дузпи. Палиука става първият вратар, спасил дузпа на финал на световно първенство, блокирайки удара на Марсио Сантос.
След края на световното Палиука е привлечен от Интер Милано. Там става титулярен страж и през 1997 г. печели „Златния Гуерин“ (наградата на списание „Гуерин спортиво“ за футболист на годината в Италия). През 1998 г. печели Купата на УЕФА, като Интер побеждава на финала Лацио с 3-0. В тази среща Палиука е и капитан на отбора. Същата година участва на третото си световно първенство – във Франция. Поради травма на Анджело Перуци, Палиука е основен вратар на скуадрата. След 1998 г. престава да бъде викан в националния отбор, тъй като е решено да се залага на по-младите Франческо Толдо и Джанлуиджи Буфон. През лятото на 1999 г. новият треньор на Интер Марчело Липи привлича Перуци и Палиука напуска „Нерадзурите“. Вратарят подписва с Болоня.
В отбора на Болоня Палиука пази 7 сезона, като за това време не пропуска нито един мач от Серия А. През 2005 Болоня изпада от елита, но Джанлука остава в отбора още една година. За „Рособлу“ записва общо 248 мача. През сезон 2006/07 преминава в Асколи. На 17 септември започва титуляр срещу Месина и подобрява рекорда на Дино Дзоф за вратар с най-много мачове в калчото. За Асколи е титуляр до средата на сезон 2006/07 и записва 23 мача през сезона. След като не получава оферти от бившите си отбори Интер и Болоня, Палиука слага край на кариерата си.